# 恋人 (徳永英明の曲)
『恋人』（こいびと）は、1989年4月21日に発売された德永英明の7枚目のシングル。

## 解説
「最後の言い訳」から半年ぶりのシングル。1986年のデビュー以降、德永がA・B面共に初めて作詞・作曲両方を手掛けた。
前年の「風のエオリア」に続き2年連続で松下電器（現・パナソニック）エアコン「Eolia」のCMソングに採用された。ジャケット写真もCMの一場面から引用されている。
TBS『ザ・ベストテン』に松下電器のライバル会社である日立製作所がスポンサーだった当時、本作はランクインしたが前年の「風のエオリア」同様にタイトルや歌詞を変えることなく披露された。同番組は1989年秋で終了した為、本作が徳永の最後のランクイン曲となった。

## 収録曲
全曲 作詞・作曲：德永英明
1. 恋人
  - 編曲：瀬尾一三
2. そして星になったよ
  - 編曲：遠山裕

## 主な収録アルバム
- REALIZE
- INTRO.II
- Ballade of Ballade
- シングルコレクション (1986〜1991)
- SINGLES BEST